# Adverse (pel·lícula)
Adverse és una pel·lícula de thriller criminal estunidenca del 2020 escrit i dirigit per Brian A. Metcalf i protagonitzat per Thomas Nicholas, Lou Diamond Phillips, Sean Astin, Kelly Arjen, Penelope Ann Miller i Mickey Rourke. Es va estrenar al Fantasporto Film Festival, el festival de cinema més gran de Portugal, el 28 de febrer de 2020. La pel·lícula va guanyar Metcalf, un premi Remi de platí, al WorldFest-Houston International Film Festival.
La pel·lícula fou estrenada a les sales de cinema als Estats Units el 12 de febrer de 2021 per Lionsgate.

## Argument
Un conductor de viatges compartits descobreix que la seva germana està en deute amb un sindicat de criminals perillosos.

## Repartiment
- Thomas Nicholas com Ethan
- Lou Diamond Phillips com Dr. Cruz
- Sean Astin com Frankie
- Kelly Arjen com Mia
- Penelope Ann Miller com Nicole
- Mickey Rourke com Kaden
- Jake T. Austin com Lars
- Matt Ryan com Jake
- Andrew Keegan com Jan
- Aaron Schwartz com Detective Mitchell
- Charlene Amoia com Mary
- Jesse Garcia com Detective Ranie
- Brian Metcalf com Dante

## Producció
La fotografia principal va començar a Los Angeles l'octubre de 2018. El 17 de gener de 2019, es va confirmar que el rodatge s'havia completat.

## Estrena
Adverse es va estrenar a FantasPorto 2020, un festival de cinema celebrat a Porto, Portugal, el febrer de 2020. La pel·lícula es va estrenar als Estats Units el 12 de febrer de 2021 per Lionsgate.

### Recepció crítica
Joe Leydon de Variety va ressenyar la pel·lícula titllant-la de "thriller modestament entretingut". El crític de cinema de Vegas, Jeff Howard, la va anomenar "una història de crim de L.A. amb molt de suspens i girs fins al final. Així que està molt bé!”
La crítica del blog Top 10 UK, Karen Woodham de Blazing Minds, va resumir que "Brian A. Metcalf ens ofereix un drama potent i de vegades brutal que té un repartiment estel·lar i li va donar 3 1/2 estrelles sobre 5" Todd Gaines de Bulletproof Action va dir: "Adverse és una recomanació fàcil per a tots els meus fans de la venjança de l'acció lenta. Vejeu-la amb confiança. 3.5 estrelles!”
Mike Gencarelli, de MediaMikes, va dir: "En general, si esteu buscant un viatge en muntanya russa de 90 minuts amb un gran repartiment, sens dubte recomanaria veure Adverse". Joao Pinto de Portal Cinema va dir que la pel·lícula "ofereix el que promet, és a dir, un thriller amb acció i drama" i també li va donar 3,5 estrelles.